# Красное Знамя (Волгоградская область)
Красное Знамя — хутор в Николаевском районе Волгоградской области России. Входит в состав Барановского сельского поселения. Население 45 человек (2010), 81 % (2002) из них — казахи.

## История
В соответствии с решением Волгоградского облисполкома от 17 мая 1978 года № 10/382 «О некоторых изменениях в административно-территориальном делении области» населённые пункты, имеющие служебное и временное значение — хутора Вербы, Майдан, Райсих, были приписаны к постоянному населённому пункту — к х. Красное Знамя, Барановский с/с.
В соответствии с Законом Волгоградской области от 14 февраля 2005 года № 1005-ОД хутор вошёл в состав образованного Барановского сельского поселения.

## География
Расположен на северо-востоке региона, по левобережью Волгоградского водохранилища, в пределах степной зоны Низкого Заволжья.
Уличная сеть состоит из одного географического объекта: ул. Краснознаменская.

## Население
| 2010 |
| ---- |
| 45   |

Гендерный состав
По данным Всероссийской переписи населения 2010 года в гендерной структуре населения из 45 человек мужчин — 22, женщин — 23 (48,9 и 51,1 % соответственно).
Национальный состав
Согласно результатам переписи 2002 года, в национальной структуре населения
казахи составляли 81 % из общей численности населения в 138 чел..

## Инфраструктура
Фермерское хозяйство. Личное подсобное хозяйство.

## Транспорт
Хутор стоит на автодороге муниципального значения. Просёлочные дороги.